# Being There (film)
Being There is een Amerikaanse dramafilm uit 1979 onder regie van Hal Ashby. Het scenario is gebaseerd op de gelijknamige roman uit 1971 van Jerzy Kosinski, die samen met Robert C. Jones ook verantwoordelijk was voor het scenario. De film was een groot succes in de bioscopen en bracht 30.177.511 dollar op. Melvyn Douglas won een Oscar voor de beste mannelijke bijrol. Peter Sellers kreeg een Golden Globe in de categorie beste acteur - musical of komedie. Het was de voorlaatste film van Sellers, die een jaar later overleed.

## Verhaal
Chance is een man van middelbare leeftijd die werkt als tuinman voor een rijke man in Washington. De wat simpele Chance heeft zijn hele leven in het huis gewoond en heeft geen notie van de wereld buiten zijn beschermde omgeving. Alles wat hij weet van de buitenwereld is afkomstig van de televisietoestellen die overal in het huis staan. 
Als de eigenaar van het huis en tuin sterft, staat Chance op straat. Gekleed in zijn ouderwetse maar chique kleding, met hoed en paraplu loopt hij de buitenwereld in, met een afstandsbediening. Als Chance na een lange wandeling bij een winkel komt die televisies verkoopt ziet hij zichzelf op een van de tv-schermen. Een camera boven de winkel filmt hem en geeft de beelden door aan het gesloten tv-circuit van de winkel. Gefascineerd bekijkt Chance zichzelf op het scherm en merkt niet dat een auto dichterbij komt. Hij wordt aangereden door een auto van de rijke zakenman Ben Rand. Eve Rand, de vrouw van Ben, neemt hem mee naar haar huis, de imposante Rands mansion. 
Al snel ontstaan de eerste misverstanden. Als Chance zijn naam noemt: 'Chance the Gardener' (Chance, de tuinman) wordt dit door Eve en Ben verstaan als 'Chauncey Gardiner'. Als Chance vervolgens vertelt dat hij uit zijn huis is gegooid door een advocaat, denkt Ben dat 'Chauncey' een rijke zakenman is met financiële problemen die is opgelicht door zijn advocaten. Rand besluit zich over Chance te ontfermen, zeker als deze zich ontpopt tot een ware filosoof die allerlei wijze en allegorische uitspraken doet over het zakenleven en economie. In werkelijkheid is Chance slechts in staat simpele waarnemingen over zijn tuin weer te geven, maar Ben ziet alles als diepe wijsheid.
Ben introduceert Chance bij de president van de VS en ook hij ziet Chance als een groot en wijs man. Chance wordt een mediagrootheid en verschijnt op de tv in een praatprogramma. De beschermheer van Chance, Ben Rand, is nu stervende en hij besluit Chance op te nemen in zijn testament. Als Rand niet lang daarna sterft, spreekt de president op zijn begrafenis. De aanwezige directeuren van het Randconcern bespreken. terwijl ze de kist dragen, over de mogelijke opvolger van de president, die weinig kans maakt op herverkiezing. Ze zijn het er over eens dat Chancey Gardiner hun enige kans is. De voormalige tuinman loopt intussen over het landgoed van Rand. Het aanwezige publiek ziet dat Chance over het water van een klein meer lijkt te lopen.

## Rolverdeling
| Acteur              | Personage          |
| ------------------- | ------------------ |
| Peter Sellers       | Chance             |
| Shirley MacLaine    | Eve Rand           |
| Melvyn Douglas      | Benjamin Rand      |
| Jack Warden         | President          |
| Richard Dysart      | Dr. Robert Allenby |
| Richard Basehart    | Vladimir Skrapinov |
| Ruth Attaway        | Louise             |
| David Clennon       | Thomas Franklin    |
| Fran Brill          | Sally Hayes        |
| Denise DuBarry      | Johanna Franklin   |
| Oteil Burbridge     | Lolo               |
| Ravenell Keller III | Abbaz              |
| Brian Corrigan      | Politieagent       |
| Alfie Brown         | Oude vrouw         |
| Don Jacob           | David              |

## Productie

### Acteurs
Na het lezen van het boek van Jerzy Kosinski deed Peter Sellers veel moeite om het te laten verfilmen. Sellers zag in het personage van Chance een kans om eindelijk een serieus personage neer te zetten. Zijn carrière was begin jaren zeventig in het slop geraakt en geen van de grote studio's wilde nog met hem werken. Hij benaderde Kosinski en regisseur Hal Ashby herhaaldelijk en stuurde hen regelmatig briefkaarten die waren ondertekend met 'Chance'. Halverwege de jaren zeventig kwam Sellers weer terug na het hernieuwde succes van de Pink Panther-films. Uiteindelijk leidde dit er toe dat Sellers de rol van Chance kreeg.
Aanvankelijk werd Laurence Olivier benaderd voor de rol van Ben Rand. Hij vond het scenario maar niks en zag weinig in een film waarin zijn tegenspeelster moest masturberen.

### Locaties
De film speelt deels in de Rand Mansion. Voor de opnames werd gebruikgemaakt van The Biltmore Mansion, 1 Approach Road, Asheville in North Carolina. Er werd ook gefilmd in en bij Craven Estate, 430 Madeline Avenue, Pasadena in Californië, Fenye Mansion, 470 W. Walnut Street, Pasadena, Californië, Mount Baker in Washington, en in Pasadena, Californië en Washington D.C.

### Opnames
Om de stem van Chance goed neer te zetten, luisterde Sellers naar de stem van zijn idool, Stan Laurel. Hij nam zijn eigen stem herhaaldelijk op en experimenteerde met verschillende stijlen en toonhoogtes.
Een belangrijk element in de film zijn de televisiefragmenten die te zien zijn op de verschillende televisietoestellen in het huis waar Chance aanvankelijk woont. Ze vormen het raam naar de geest van Chance, een man die nog nooit is geconfronteerd met de buitenwereld. De fragmenten werden geselecteerd door Diane Schroeder.
Het laatste shot van de film laat Chance zien die over water loopt. Deze scène heeft veel kritiek gekregen. Criticus Roger Ebert schreef in zijn boek 100 Great Movies dat veel mensen suggereren dat Chance over een verborgen pier loopt, maar aangezien regisseur Ashby geen pier laat zien, moeten we als kijker aanvaarden dat er geen pier is. Oorspronkelijk stond in het scenario geen wandeling over het water genoemd. Ashby zelf kwam op het idee toen hij met een collega de film besprak. 'Het filmen verloopt prima', zei Ashby, 'alsof je op de wolken loopt'. Deze uitspraak maakte iets in hem wakker. Hij zou Chance afbeelden als een man die over water loopt.

## Muziek
De originele muziek in de film werd gecomponeerd door Johnny Mandel en bevat onder andere twee pianothema's die zijn gebaseerd op Gnossienne no. 4 en Gnossienne no. 5 van Erik Satie. Verder is Also sprach Zarathustra van Eumir Deodato te horen, een bewerking van Also sprach Zarathustra van Richard Strauss.

## Prijzen
Peter Sellers werd onderscheiden met een Golden Globe voor Beste Acteur in een komedie. Hij kreeg een Oscar-nominatie in de categorie Beste Acteur. Melvyn Douglas won een Oscar en een Golden Globe in de categorie Beste mannelijke bijrol. Het scenario won een BAFTA in 1980 en werd ook genomineerd voor een Golden Globe.